# Karolówka (Basses-Carpates)
Pour les articles homonymes, voir Karolówka.
Karolówka est une localité polonaise de la gmina et du powiat de Lubaczów en voïvodie des Basses-Carpates.